# Pauline de Tourzel
 Marie Charlotte Pauline Joséphine du Bouchet, conocida como Pauline de Tourzel (15 de enero de 1771-9 de julio de 1839), fue una noble y escritora francesa perteneciente a la corte. Fue hija de la marquesa de Tourzel, Luisa Isabel de Croy, última gobernanta de los hijos de Luis XVI y María Antonieta. Posteriormente, como condesa de Bearn, Pauline se convirtió en dama de compañía del único miembro superviviente de la familia real, Madame Royale, María Teresa. Pauline estuvo presente durante los últimos meses de vida de Luis XVI y María Antonieta, fue testigo de la Revolución francesa, y sobrevivió para ver a la hija de ambos regresar a Francia en dos ocasiones durante las Restauraciones Borbónicas.

## Vida durante la Revolución

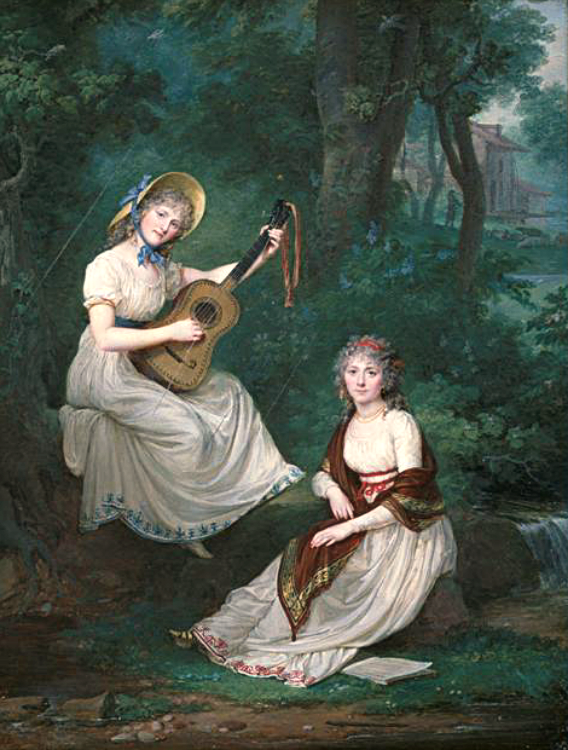
Las señoritas de Tourzel, sentadas cerca de una corriente. Miniatura de Jean-Antoine Laurent (Museo del Louvre).

Tras el nombramiento de su madre como gobernanta de los Infantes de Francia, se trasladó a vivir con la familia real al Palacio de las Tullerías. Pauline solía reirse del humor de la condesa de Provenza y cenar con la familia real. De hecho, el propio Luis XVI le enseñó a jugar al billar, a pesar de no haber sido formalmente presentados en la corte, para horror de Mesdames Madame Victoria y Madame Adelaida.
Durante los hechos acaecidos el 10 de agosto de 1792, Luis XVI, María Antonieta, sus dos hijos, la hermana del rey, Madame Isabel, la amiga más cercana de la reina, la princesa de Lamballe y la madre de Pauline, gobernanta de los infantes, huyeron en busca de refugio momentos antes de que una turbamulta asaltase las Tullerías. La princesa de Tarento se ofreció a cuidar de Pauline, quien se quedó en el palacio junto a las demás damas que aún estaban al servicio de la familia real mientras su madre se dirigía junto a los monarcas al Hôtel de Ville, en busca de refugio en la Asamblea Nacional. Pauline de Tourzel sugirió al resto de damas, quienes permanecían reunidas en una de las habitaciones de la reina, cerrar las ventanas e iluminar la estancia. Cuando la muchedumbre irrumpió en el cuarto donde las damas estaban reunidas, la princesa de Tarento, según Pauline, se acercó a uno de los revolucionarios y le pidió protección. Éste se mostró de acuerdo y las escoltó a ella y a Pauline hasta la salida del palacio. Siguiendo su ejemplo, el resto de damas abandonaron el palacio del mismo modo. La princesa de Tarento y Pauline de Tourzel fueron escoltadas por los rebeldes, siendo posteriormente abandonadas en la calle. Fueron descubiertas por otro grupo de revolucionarios y encerradas en la cárcel, siendo liberadas inmediatamente después por el director de la prisión. La princesa de Tarento llevó a Pauline con su abuela, pudiendo reunirse al poco tiempo con su madre.
Pauline se reunió al día siguiente con su madre y con la familia real en el convento de los Feuillants, en el cual habían sido encerrados, habiendo escapado de la masacre en las Tullerías únicamente con la ropa que llevaban puesta. Pauline acompañó a la familia real cuando fueron transferidos a la prisión del Temple, donde durmió junto a Madame Isabel en la cocina.
El 19 de agosto, Pauline, la marquesa de Tourzel y la princesa de Lamballe fueron conducidas a la prisión de La Force. Durante las masacres de septiembre, tras finalizar su interrogatorio, Pauline fue sacada de la cárcel por un misterioso caballero inglés, reuniéndose poco después con su madre tras haber sido absuelta. La princesa de Lamballe, tras haber sido declarada culpable de crímenes contra la República, fue entregada a la muchedumbre que se hallaba agolpada fuera de la prisión, quienes la mutilaron y masacraron.

## Relación con el delfín Luis Carlos
El delfín Luis Carlos sentía un gran afecto por Pauline de Tourzel, a quien quería más que a su gobernanta, la marquesa de Tourzel, a quien solía llamar Madame Severe. Se dice que ambos solían jugar a juegos interminables durante el arresto de la familia en las Tullerías. Pauline fue crucial a la hora de persuadir al joven delfín para que se vistiese con ropa de niña durante la fuga de la familia real a Varennes, haciéndole creer que se trataba de un juego. Durante el refugio de la familia real en la Asamblea Nacional, el delfín lloró constantemente, preocupado por el destino de Pauline tras el asalto a las Tullerías, dejando de llorar sólo cuando se volvieron a ver en el convento.

## Relación con Madame Royal, María Teresa
Durante su estancia en las Tullerías y posteriormente en la prisión del Temple, Pauline se hizo amiga íntima de la hija de María Antonieta, quien era apenas unos años más joven que ella. Visitó continuamente a María Teresa durante su confinamiento en el Temple y siguió manteniendo contacto con ella mediante correspondencia durante su exilio, enviándole en una ocasión una flor de la tumba de sus padres. Pauline y María Teresa se reunieron el 29 de abril de 1814 en el Palacio de Compiègne tras la Restauración Borbónica. Pauline se convirtió en dama de compañía de María Teresa y la acompañó en su visita a las tumbas de Luis XVI y María Antonieta. Acompañó a María Teresa en su viaje por Francia, teniendo ambas que separarse eventualmente el 3 de agosto de 1830 tras la abdicación de Carlos X.
- Datos: Q7155106
- Multimedia: Pauline de Tourzel / Q7155106